# روب بينكستون
روب بينكستون (بالإنجليزية: Rob Pinkston)‏ هو ممثل أمريكي، ولد في 30 يناير 1988 بأتلانتا في الولايات المتحدة.

## أعمال

### مسلسلات
- بن 10

## وصلات خارجية
- روب بينكستون على موقع IMDb (الإنجليزية)
- روب بينكستون على موقع ألو سيني (الفرنسية)
- روب بينكستون على موقع أول موفي (الإنجليزية)
- روب بينكستون على موقع قاعدة بيانات الفيلم (الإنجليزية)
- روب بينكستون على موقع كينوبويسك (الروسية)